# Тюрквидение-2015
Конкурс песни тюркского мира Тюрквидение 2015 (тур. Türkvizyon Türk Dünyası Şarkı Yarışması 2015, туркм. Türkwizion Türk Dünýäsy Aýdym Bäsleşi 2015) — третий ежегодный конкурс, который изначально планировалось провести в культурной столице тюркского мира 2015 — городе Мары (Туркменистан), но позднее, конкурс мигрировал в Стамбул (Турция). Финал конкурса состоялся 19 декабря 2015 года на сцене культурного центра им. Яхьи Кемаля Беятлы в Стамбуле. В конкурсе приняли участие более 20 стран и регионов, имеющих преимущественно тюркское население или в которых широко распространены тюркские языки. Победу на конкурсе одержала участница из Кыргызстана Жийдеш Идирисова с песней «Kim bilet», а Казахстан и Турция заняли второе и третье место соответственно.
Всего в конкурсе приняли участие 21 страна. После годового перерыва присоединились Белоруссия, Косово и Северный Кипр. К конкурсу решили присоединиться Сербия и Сирия. Менее чем за месяц до конкурса от участия отказались все российские регионы, ранее подтвердившие своё участие. Причиной отказа стало прекращение содружества Министерства культуры РФ с организацией ТЮРКСОЙ из-за политической обстановки России с Турцией. Также за три дня до финала от участия отказался Туркменистан

## Место проведения
Тюрквидение 2015 пройдёт в городе Стамбул, крупнейшем городе Турции. Ранее планировалось провести конкурс в избраной «столице тюркского мира» — городе Мары и в городе Ашхабад, столице Туркменистана. Турецкий национальный вещатель TMB 27 октября 2015 объявил о том, что конкурс песни Тюрквидение 2015 пройдёт 17 и 19 октября в культурном центре им. Яхьи Кемаля Беятлы, который имеет 10000 посадочных мест.

### Выбор места проведения
Согласно изложенным правилам, городом-организатором конкурса песни может быть только столица тюркского мира, которая ежегодно определяется Международной организацией тюркской культуры (ТЮРКСОЙ). 12 ноября в Казани, во время финала «Тюрквидение-2014», было объявлено, что конкурс следующего года пройдет, в городе Мары. Тем не менее, 21 февраля 2015 года турецкий телеканал TMB (один из организаторов конкурса) объявил, что конкурс 2015 года пройдёт в столице Туркменистана — Ашхабаде. Вследствие чего были изменены правила конкурса и перенесено место проведения, объявлено не было. Возможно, причиной тому стал недостаток финансов, необходимых для организации арены конкурса, которой в данном городе с достаточной аудиторией не имеется. Ареной мог стать Спортивный комплекс зимних видов спорта в Ашхабаде, вместимостью 10 000 человек (для сравнения, арена в Казани имела вместимость 5000 человек). Однако, в конце августа 2015 года место проведения было изменено в очередной раз. Было объявлено, что конкурс пройдет в крупном городе Турции Стамбуле.

## Формат
Конкурс, как правило, состоит из одного полуфинала и финала. В полуфинале конкурса 2014 года участвовало 25 регионов, лишь пятнадцать из которых прошли в финал. В отличие от формата Евровидения, конкурс следующего года может проходить не в стране-победительнице. Подобный формат используется в детском Евровидении. Город принимающий конкурс определился на совещании стран-участниц ТЮРКСОЙ 21 ноября 2014 года в Казани; им был объявлен туркменский город Мары. Каждый регион-участник получил баллы от каждого другого региона, благодаря которым 15 из 25 прошли в финал; в конкурсе 2013 года были оглашены лишь 12 финалистов без набранных очков.

## Участники

### Исполнители, уже участвовавшие в Тюрквидении ранее

#### Выступавшие как полноценные исполнители
- Албания: Джоана Бейко (Тюрквидение 2014 — не прошла в финал)
- Болгария: Исмаил Матев (Тюрквидение 2014 — прошёл в финал, где занял 10 место)
- Северная Македония: Каан Мазхар (Тюрквидение 2014 — прошёл в финал, где занял 14 место)
- Северный Кипр: Ипек Амбер (Тюрквидение 2014 — не смогла принять участия по политико-правовым причинам, из-за которых страна не имеет признания как суверенное государство со стороны России.)

### Подтверждённые участники
| Страна               | Язык            | Артист                      | Песня                 | Перевод                   | Очки | Место |
| -------------------- | --------------- | --------------------------- | --------------------- | ------------------------- | ---- | ----- |
| Азербайджан          | азербайджанский | Мехман Тигиев               | «Istanbul»            | «Стамбул»                 | 155  | 7     |
| Албания              | турецкий        | Джоана Бейко и Визар Рекепи | «Adi Hasret»          | «Общее стремление»        | 154  | 8     |
| Беларусь             | азербайджанский | Александра Касимова         | «Azadlıq»             | «Свобода»                 | 126  | 20    |
| Болгария             | турецкий        | Группа «Big Star Life»      | «Istanbuldayız»       | «Мы в Стамбуле»           | 162  | 6     |
| Босния и Герцеговина | боснийский      | Адис Скалджо                | «Pa šta»              | «Так что»                 | 153  | 12    |
| Гагаузия             | турецкий        | Валентин Орманжи            | «Sev beni sev»        | «Люби меня, люби»         | 154  | 10    |
| Германия             | турецкий        | Дерья Каптан                | «Sessiz Çığlık»       | «Немой Крик»              | 153  | 11    |
| Грузия               | азербайджанский | Анар Аскеров                | «Tenha yürek»         | «Уединенное сердце»       | 138  | 16    |
| Иракские туркмены    | турецкий        | Огуз Сирмали                | «Serenat»             | «Серенада»                | 137  | 17    |
| Иран                 | азербайджанский | Рэза Эсбилани               | «Mənim Arzum»         | «Моя мечта»               | 131  | 19    |
| Казахстан            | казахский       | Группа «Орда»               | «Олай емес»           | «Это не так»              | 185  | 2     |
| Кыргызстан           | киргизский      | Жийдеш Идирисова            | «Ким билет»           | «Кто знает»               | 194  | 1     |
| Северная Македония   | турецкий        | Каан Мазхар                 | «Böyle Olmamalıydı»   | «Так не должно было быть» | 165  | 4     |
| Косово               | турецкий        | Толга Казас                 | «Sevmek Günah Midir?» | «Любовь — это грех?»      | 141  | 14    |
| Румыния              | турецкий        | Эдвин Эдди                  | «Seviyorum, Anlasana» | «Люблю, пойми же»         | 134  | 18    |
| Северный Кипр        | турецкий        | Ипек Амбер                  | «Sessiz Gidiş»        | «Тихо идя»                | 154  | 9     |
| Санджак              | сербский        | Альмедин Варосянин          | «İz»                  | «След»                    | 140  | 15    |
| Сирия                | турецкий        | Адил Шан                    | «Geliş»               | «Прибытие»                | 162  | 5     |
| Турция               | турецкий        | Горкем Дурмаз               | «Hırçın Sular»        | «Воинственные воды»       | 175  | 3     |
| Узбекистан           | узбекский       | КааПля и Хурдона            | «Ozodlık»             | «Свобода»                 | 119  | 21    |
| Украина              | гагаузский      | Анна Митиогло               | «Baaşla bana»         | «Прости меня!»            | 148  | 13    |

## Другие страны и регионы

### Отказ
После инцидента с уничтожением российского Су-24 в Сирии министром культуры РФ Владимиром Мединским в ряд тюркских регионов была направлены телеграмма, в который было написано следующее:
«Довожу до вашего сведения позицию минкультуры России о необходимости незамедлительного прекращения всех контактов субъектов РФ с международной организацией «Тюрксой».Владимир Мединский
Реакцией на это заявление отказ от участия в конкурсе 12 регионов РФ. К слову, организаторы конкурса не получила никаких объяснений со стороны российского правительства, почему были сняты регионы с конкурса. Также Уфа, столица Башкортостана, должна была стать культурной столицей тюркского мира в 2016 году, и принять у себя конкурс в следующем году. Но вместо Уфы, за короткий срок, в срочном порядке в качестве культурной столицы тюркского мира на будущий год был выбран азербайджанский город Шеки.
Ниже перечислены российские регионы, отказавшиеся от участия:
- Алтай
- Башкортостан
- Кабардино-Балкария и Карачаево-Черкесия
- Кемерово
- Крым
- Кумыки
- Москва
- Ставропольский край
- Татарстан
- Тыва
- Хакасия
- Якутия

### Несостоявшийся дебют
- Венгрия — ранее имелась неподтвержденная информация, что Венгрия хочет принять участие в конкурсе, однако в конечном списке участников страна не значилась[25].
- Калмыкия — делегация от региона России — одна из нескольких, которая присутствовала на церемонии открытия передачи статуса «Культурной столицы тюркского мира-2015» городу Мары. Согласно источнику, Калмыкия может стать регионом-дебютантом на конкурсе 2015 года. Большая часть населения Калмыкии исповедует буддизм, около 5 % из которых относятся к тюркскому населению. Eurovoix.com связались с официальным телерадиовещателем республики, но ответа пока не последовало[26].